# Cascavel-chifruda
A cascavel-chifruda, serpente-cascavel-de-chifres (em Portugal), ou sidewinder (Crotalus cerastes) é uma pequena cascavel que vive em tocas, com cerca de 75 cm de comprimento. Habita zonas áridas e desérticas da região Sudoeste dos Estados Unidos da América e Nordeste do México.
As cascavel-chifrudas atravessam areia solta utilizando um raro movimento ondulado com as laterais de seus corpos que deixa uma sequência de trilhas como os degraus de uma escada de mão. As cobras passam as horas quentes do dia em tocas de camundongos ou enterradas na areia. Sua cor sarapintada de marrom tornam-nas criaturas com a metade do corpo coberta e difícil de serem vistas. Tarde da noite emergem e caçam roedores.